# Campeonato de España de Atletismo 1925
El VIII Campeonato de España de Atletismo, se disputó los días 25 y 26 de julio de 1925 en las instalaciones deportivas de Estadio de Berazubi, Tolosa, España.
Solo se disputaron pruebas masculinas.

## Resultados

### Masculino
| Evento                       | Oro                                                                            | Plata                                                           | Bronce                                                         |
| ---------------------------- | ------------------------------------------------------------------------------ | --------------------------------------------------------------- | -------------------------------------------------------------- |
| 100 metros lisos             | Diego Ordóñez 11.2                                                             | Juan Junquera 11.4                                              | ¿?                                                             |
| 200 metros lisos             | Diego Ordóñez 22.8                                                             | Juan Junquera 24.3                                              | Manuel Climent 24.3                                            |
| 400 metros lisos             | José María Larrabeiti 54.2                                                     | Alfonso Careaga 54.4                                            | Gonzalo Leyra 54.6                                             |
| 800 metros lisos             | Joaquín Miquel 2:04.4                                                          | Miguel Palau 2:04.6                                             | Juan Muguerza 2:04.7                                           |
| 1500 metros lisos            | Miguel Palau 4:15.8                                                            | Amador Palma 4:16.8                                             | Joaquín Miquel 4:18.0                                          |
| 5000 metros lisos            | Miguel Palau 15:59.6                                                           | Fabián Velasco 16:16.8                                          | Pedro Arbolí 16:26.6                                           |
| 10000 metros lisos           | Amador Palma 33:16.8                                                           | Pedro Arbolí 33:20.0                                            | Ramón Bellmunt 34:23.4                                         |
| 110 metros vallas            | Fernando Artiach 17.4                                                          | José María Peña 17.6                                            | ¿?                                                             |
| 400 metros vallas            | José María Peña 1:01.8                                                         | Manuel Mateu 1:02.2                                             | Manuel Aguirre 1:02.6                                          |
| Salto de altura              | Pedro Irigoyen 1.75                                                            | José María Yermo 1.70                                           | José María Olivella 1.64                                       |
| Salto con pértiga            | Antonio Prado 3.10                                                             | José Culí 3.00                                                  | José Luis Elósegui 3.00                                        |
| Salto de longitud            | Fernando Artiach 6.48                                                          | Pedro Irigoyen 6.06                                             | Manuel Climent 5.88                                            |
| Triple salto                 | Manuel Robles 13.29                                                            | José María Yermo 12.915                                         | Alfonso Careaga 12.415                                         |
| Lanzamiento de peso          | Ignacio Izaguirre 11.16                                                        | José R. Montino 10.915                                          | Juan Llorens 10.67                                             |
| Lanzamiento de disco         | Ignacio Izaguirre 34.79                                                        | José María Belausteguigoitia 33.70                              | Fernando García Doctor 33.11                                   |
| Lanzamiento de martillo      | Juan Llorens 33.48                                                             | Fernando García Doctor 30.06                                    | Manuel Climent 23.05                                           |
| Lanzamiento de jabalina      | José Brú 47.46                                                                 | Juan Bilbao 47.45                                               | Miguel Santamaría 44.80                                        |
| Relevos 4 x 100 metros lisos | Guipúzcoa José Luis Elósegui Benedicto Tell Roberto Ordóñez Diego Ordóñez 46.2 | Cataluña 46.6                                                   | Vizcaya 46.6                                                   |
| Relevos 4 x 400 metros lisos | Vizcaya Peña Emaldi M.Aguirre Larrabeiti 3:40.2                                | Guipúzcoa Alcorta Benedicto Tell Larrañaga Juan Muguerza 3:46.3 | Castilla La Cerda Manuel Climent Adarraga Gonzalo Leyra 3:46.4 |